# Apfelbeckia mirabilis
Apfelbeckia mirabilis är en mångfotingart som först beskrevs av Carl Graf Attems 1951.  Apfelbeckia mirabilis ingår i släktet Apfelbeckia och familjen Schizopetalidae. Inga underarter finns listade i Catalogue of Life.